# Mariä-Himmelfahrt-Kathedrale von Thurles

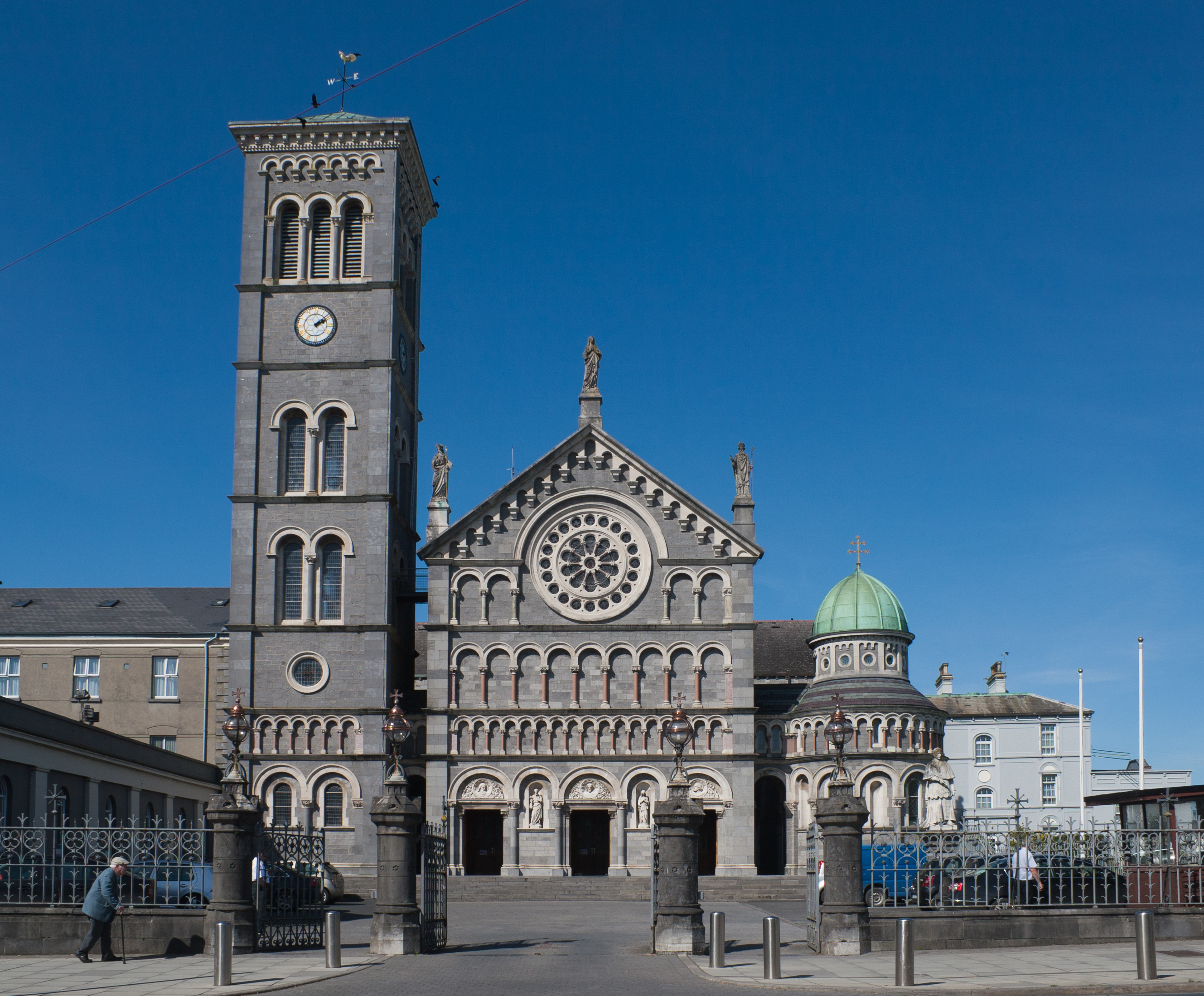
Südansicht der Kathedrale

Die Mariä-Himmelfahrt-Kathedrale von Thurles (englisch Cathedral Church of the Assumption of the Blessed Virgin Mary, irisch Ardeaglais Deastógála na Maighdine Beannaithe) ist die Bischofskirche der römisch-katholischen Erzdiözese Cashel und Emly, die ihren Sitz in Thurles hat. Planungen für die Kathedrale begannen 1862 unter Erzbischof Patrick Leahy; in der Zeit von 1865 bis 1879 wurde die Kathedrale unter der Leitung des Dubliner Architekten James Joseph McCarthy im romanisch-lombardischen Stil errichtet.

## Geschichte
Das Erzbistum Cashel, das 1111 eingerichtet wurde, hatte ursprünglich seine Kathedrale auf dem Rock of Cashel, der jedoch nach der Reformation an die anglikanische Kirche fiel. Durch die strenge sich gegen die römisch-katholische Kirche wendende Gesetzgebung konnte diese für lange Zeit nur im Untergrund oder im Exil existieren, und die Mehrheit der Bischofssitze blieb über lange Zeit unbesetzt. 1703 gab es insgesamt nur drei römisch-katholische Bischöfe in Irland, und erst danach gelang nur sehr langsam eine erneute Errichtung einer römisch-katholischen Diözesan-Verwaltung. Der erste nach dieser Zeit geweihte Bischof für Cashel war Christopher Butler im Jahr 1712, dem als Bischof zwei weitere Mitglieder der Butler-Familie folgen sollten. Die Butler-Familie gehörte zu den großen landbesitzenden Familien in Irland, bei denen das jeweilige Familienoberhaupt protestantisch war und somit den Landbesitz halten konnte, der Rest der Familie jedoch katholisch blieb. Mit den Butlers durch Heiraten sehr eng verbunden war die Familie der Matthews, die auf die gleiche Weise ihren Landbesitz sicherte. Beide Familien unterstützten die römisch-katholische Kirche im Untergrund. Das von der Butler-Familie Ende des 13. Jahrhunderts gegründete Karmeliterkloster fiel nach der Reformation 1557 an die Butler-Familie, die den Karmelitern den Verbleib bzw. die Rückkehr nach Thurles ermöglichte. Unmittelbar neben dem Kloster errichtete die Matthew-Familie 1730 eine größere, aber noch mit Stroh gedeckte Kapelle, die später als Old Chapel bzw. als Mathew Chapel bezeichnet wurde. Während Christopher Butler noch nicht nach Irland zurückkehren konnte, kam sein Nachfolger James Butler I Mitte des 18. Jahrhunderts nach Thurles und nahm einen Wohnsitz neben der Kapelle.

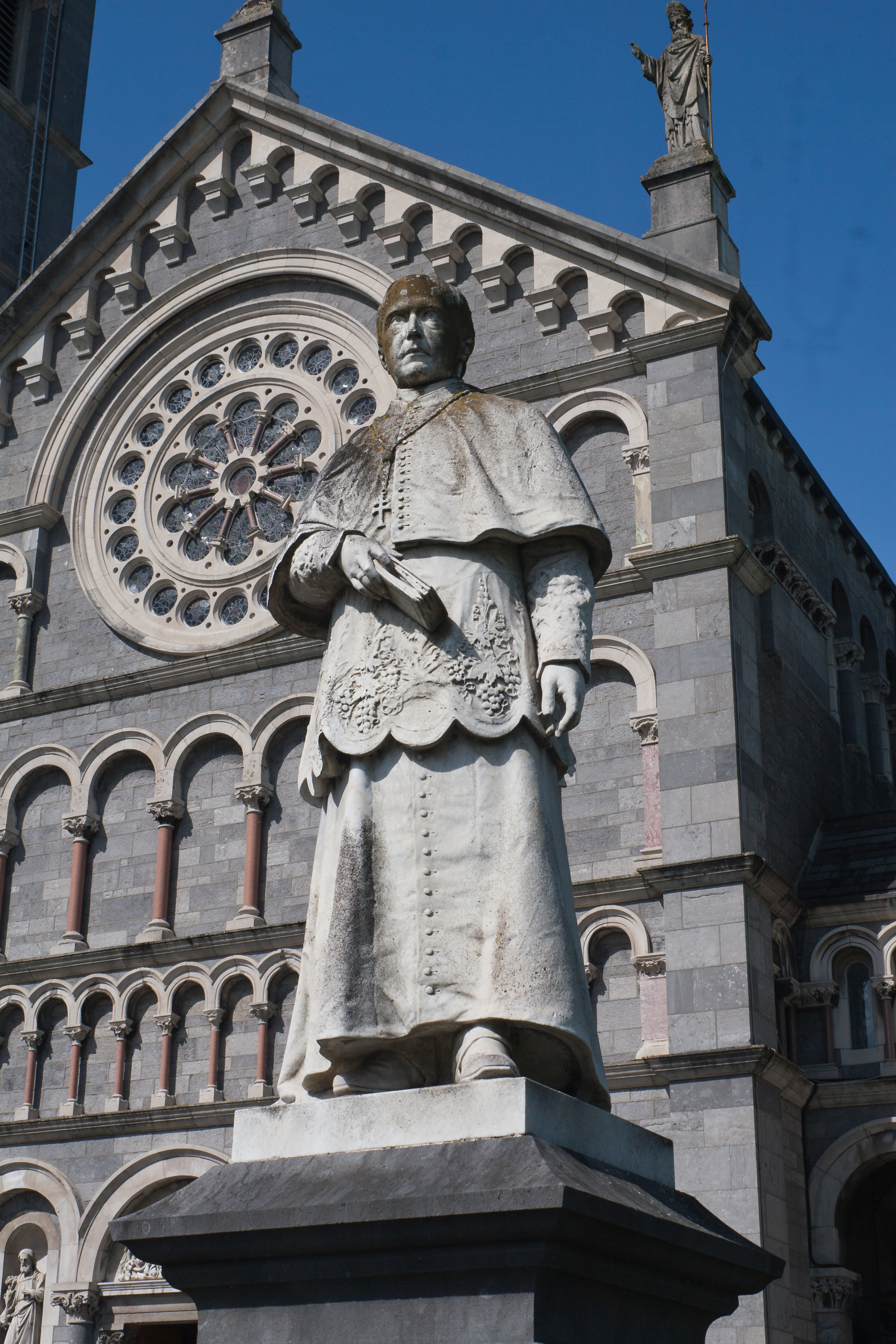
Statue von Patrick Leahy vor seiner Kathedrale

Ende des 18. Jahrhunderts ermöglichte die Gesetzgebung den Katholiken mehr Freiheiten, und so konnte der Erzbischof Thomas Bray eine neue Kirche bauen, die 1809 eingeweiht wurde. Sie entstand neben der Mathew Chapel im neo-klassizistischen Stil auf dem Grund des früheren Klosters, wobei der Turm integriert wurde. Sie wurde Big Chapel genannt, wobei damals sämtliche katholische Kirchen in Irland unabhängig von ihrer jeweiligen Größe als Chapel bezeichnet wurden. Der seit 1857 in Thurles eingesetzte Erzbischof Patrick Leahy empfand die Big Chapel in ihrer Größe für das Erzbistum nicht angemessen und kündigte im Jahr 1862 an, den Neubau einer Kathedrale anzugehen. Als Architekt wählte er damals James Joseph McCarthy, den er gut kannte, weil beide mit dem Projekt der Katholischen Universität von Irland verbunden waren. Leahy war zuvor deren Vizepräsident und McCarthy einer der Professoren und der vorgesehene Architekt für den Bau, der dann nie zustande kam. Ferner war McCarthy bereits als Architekt irischer Kathedralen etabliert. Zum Zeitpunkt der Auftragsvergabe war McCarthy wohlbekannt als Architekt der Kathedrale in Armagh, und kurz zuvor begannen die Bauarbeiten an der Kathedrale in Monaghan. Obwohl diese Kathedralen im von McCarthy bevorzugten neugotischen Stil errichtet wurden, konnte er diesbezüglich Leahy nicht überzeugen, der den italienisch geprägten Klassizismus bevorzugte. McCarthy konnte sich aber zumindest mit seiner Präferenz mittelalterlicher Baustile durchsetzen: Er wählte als Vorbild den Dom zu Pisa im romanisch-lombardischen Stil und fügte Elemente aus der irischen Romanik hinzu.

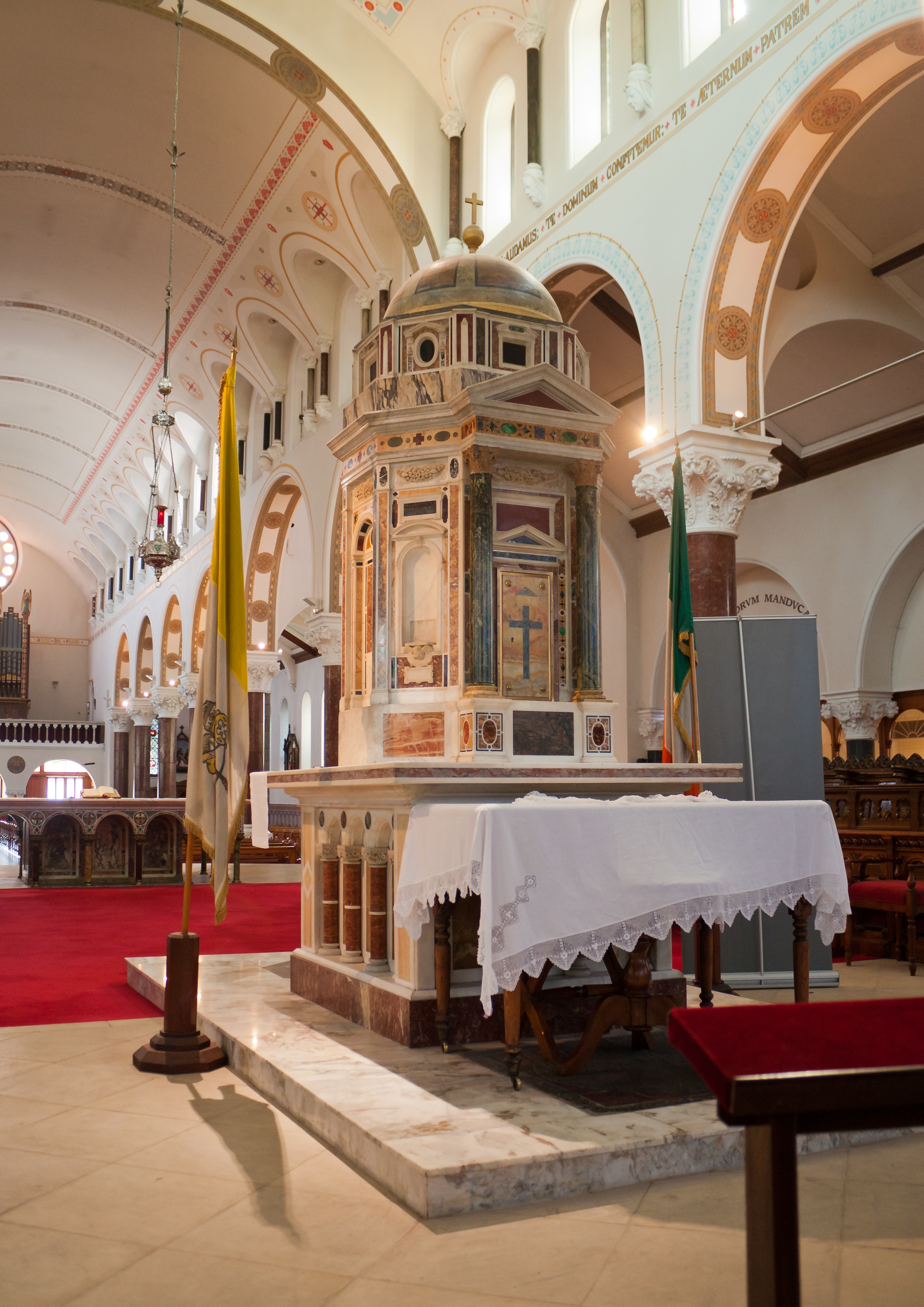
Chorbereich mit dem aus Il Gesù in Rom überführten Tabernakel

Als Patrick Leahy am ersten Vatikanischen Konzil teilnahm, entdeckte er den aus Il Gesù im Zuge der Neugestaltung des Chorraums aussortierten Tabernakel, der noch von Giacomo della Porta entworfen wurde, kaufte ihn und ließ ihn nach Irland verschiffen. In Irland wurden auf seine Anweisung hin einige Umgestaltungen vorgenommen. So wurde beispielsweise der zuvor auf der Rückseite eingesetzte Tuffstein durch irischen, grünlich gefärbten Connemara-Marmor ersetzt. Der Import löste 1871 eine größere Kontroverse aus, da der Irish Builder annahm, dass es sich um eine an das Ausland vergebene Auftragsarbeit handele, und es als unerhört fand, die einheimischen Kunsthandwerker derartig zu ignorieren.
Die glückliche Zusammenarbeit zwischen McCarthy und Leahy endete nach dem Tod Leahys, als der Nachfolger Thomas William Croke mit George Ashlin McCarthys größten Konkurrenten als Architekten für die Vollendung des Baus verpflichtete. Zu diesem Zeitpunkt waren jedoch die Arbeiten schon relativ weit vorangeschritten, so dass für Ashlin nur einige Bereiche des Innenausbaus und der Innendekoration verblieben.
Im Zuge der Reformen nach dem Zweiten Vatikanischen Konzil gab es 1979 einige im Innenbereich einige Änderungen, die jedoch im Vergleich zu anderen Kathedralen in Irland sehr zurückhaltend ausfielen. So wurde der Altar nach vorne verlagert und das Tabernakel auf einen passend gestalteten neuen Tisch gesetzt. Ein Ambo kam hinzu, aber die alte Kanzel wurde deswegen nicht entfernt. Das viktorianische Blumenmuster an der Decke wurde 1973 durch eine zurückhaltendere und hellere Dekoration ersetzt, damit der Innenraum weniger dunkel wirkt.

## Architektur und Ausstattung

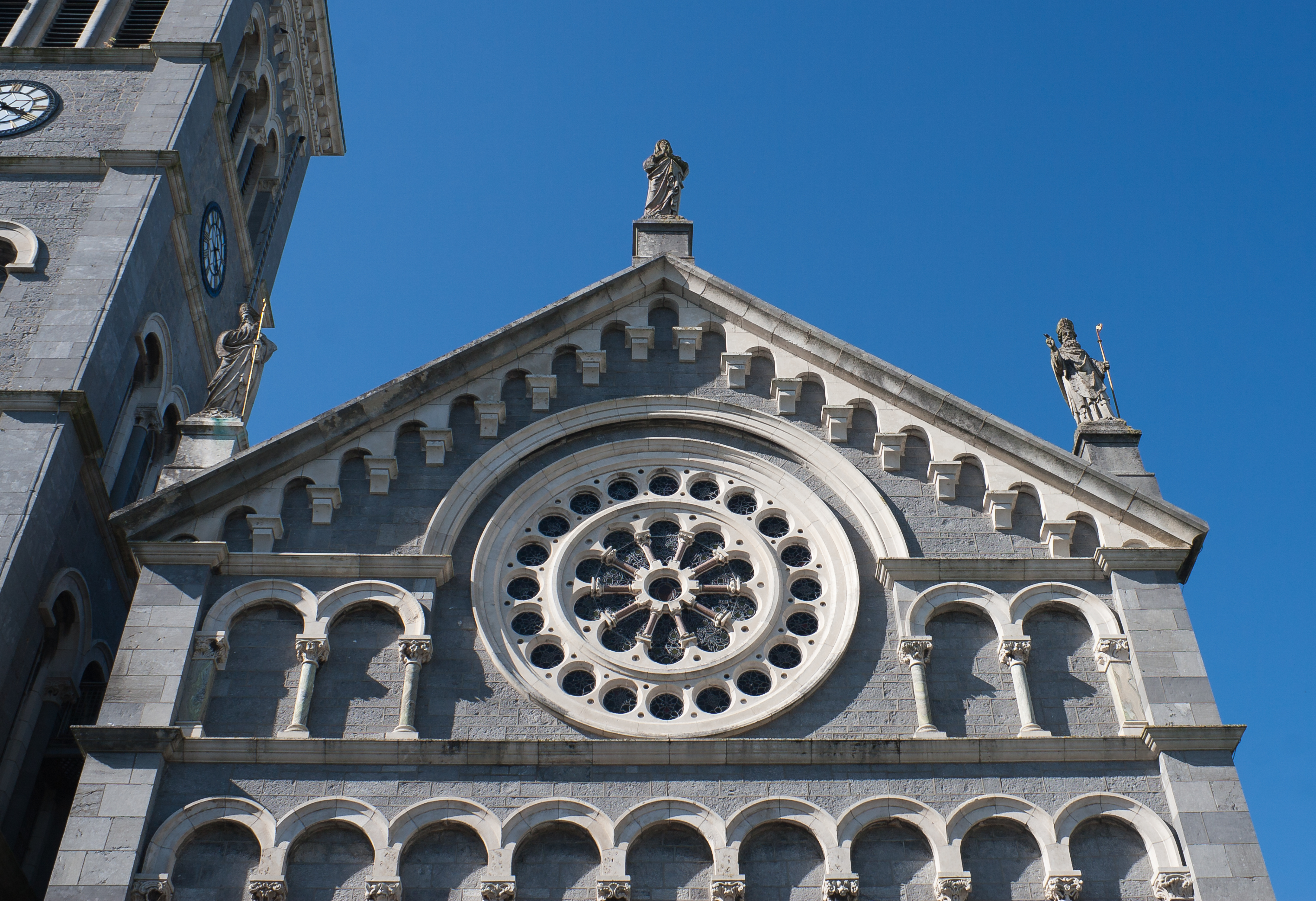
Der obere Teil der Fassade auf der Südseite

Die Kathedrale ist in Nord-Süd-Richtung ausgerichtet mit dem Chor im Norden und der großen Fassade im lombardo-romanischen Stil im Süden. Links, neben der Südfassade an der Südwest-Ecke, schließt sich ein 38 m hoher Campanile mit einer vom Erzbischof Croke gestifteten Uhr an, auf der rechten Seite befindet sich ein ebenfalls an Pisa angelehntes Baptisterium. In der Kritik gewinnt der Kontrast zwischen der Fassade, die durch sehr gleichförmig wiederholende Elemente geprägt ist, und die benachbarten Elemente, die durch die Höhe bzw. die runde Form sehr abwechslungsreich gestaltet sind. Die Fassadengestaltung orientiert sich dabei nicht nur am Dom zu Pisa, sondern auch an der Außengestaltung von Cormac’s Chapel des ursprünglichen Bischofssitzes von Cashel. Die drei Ebenen von Blendarkaden verwenden in den beiden unteren Ebenen Säulen mit roten Cork-Marmor und in der obersten Ebene, die durch das Rosenfenster unterbrochen wird, grünen Connemara-Marmor.

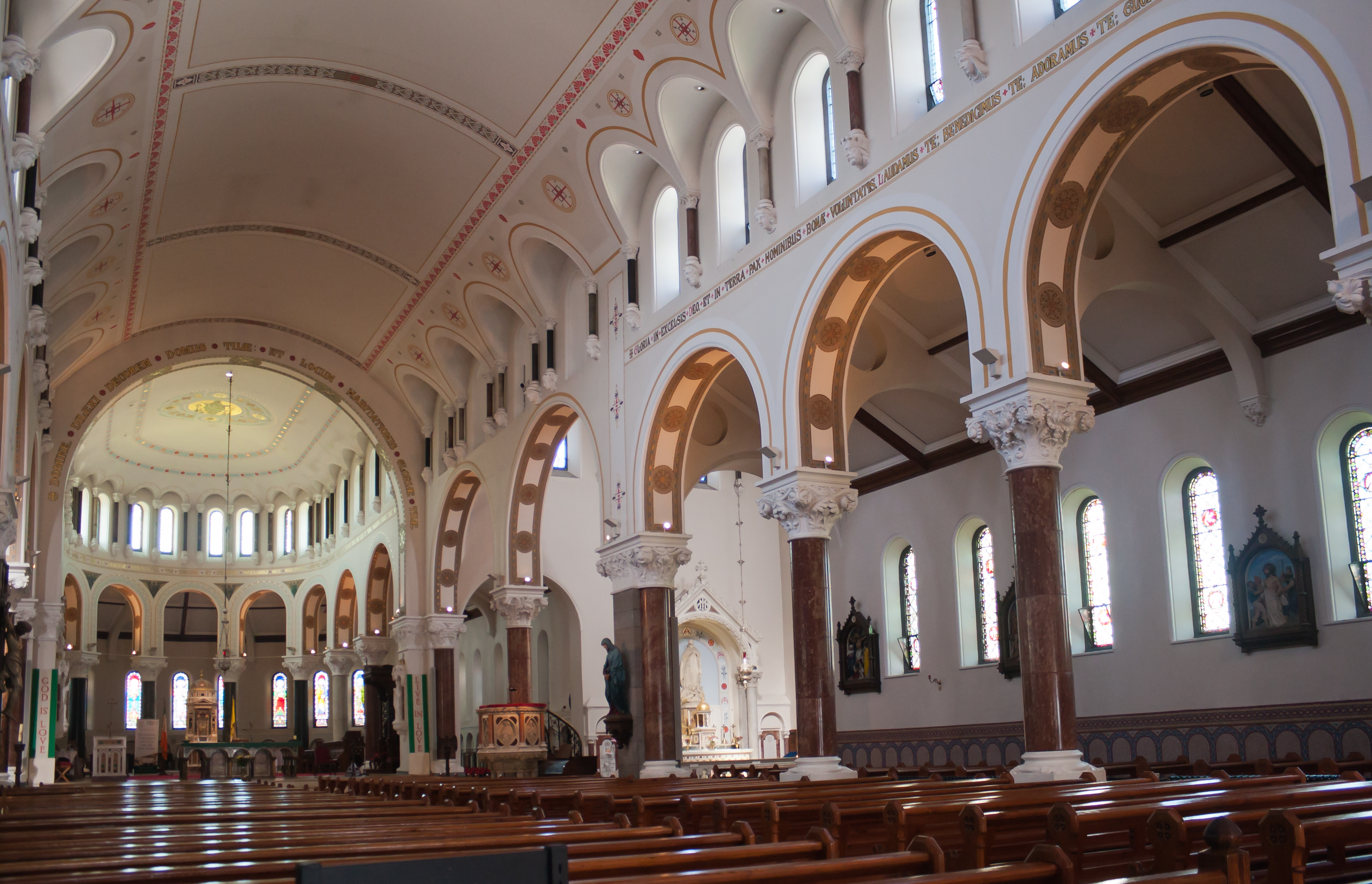
Innenansicht aus dem Kirchenschiff mit Blick nach Nordosten

Innen hat die Kathedrale die Form einer Basilika mit je einem Seitenschiff auf der östlichen und westlichen Seite, abgetrennt mit Säulen aus roten Cork-Marmor und Kapitellen aus Pierre de Caen. Die Ausgestaltung des Rosenfensters im Südgiebel erfolgte durch Franz Mayer & Co. aus München. Die kaum noch genutzte Kanzel ist unter dem ersten Bogen des östlichen Querschiffes positioniert. In beiden Seitenschiffen sind mit von Giovanni Maria Benzoni gestalteten Statuen ausgestattete Seitenaltäre, die sich stilistisch an den Hauptaltar anlehnen. In den großen dreigliedrigen Fenstern auf der West- und Ostseite des Querschiffes sind aufwendige Glasmalereien des irischen Künstlers William Earley.
Das Kirchenschiff endet in einer Apsis, die von einem neun-elementigen Ambulatorium umgeben ist, das mit 21 Glasmalereien von William Wailes aus Newcastle upon Tyne ausgestattet wurde, die u. a. alle Apostel darstellen. Auf der Nordseite des Ambulatoriums schließt sich die Croke Chapel an.